# HD 114533
HD 114533 ( eller HR 4976) är en ensam stjärna i den mellersta delen av stjärnbilden Kameleonten som också har Gouldbeteckningen 44 G. Chamaeleontis. Den har en skenbar magnitud av ca 5,84 och är svagt synlig för blotta ögat där ljusföroreningar ej förekommer. Baserat på parallax enligt Gaia Data Release 2 på ca 1,6 mas, beräknas den befinna sig på ett avstånd på ca 2 100 ljusår (ca 640 parsek) från solen. Den rör sig närmare solen med en heliocentrisk radialhastighet på ca -18 km/s.

## Egenskaper
HD 114533 är en orange till gul superjättestjärna av spektralklass F8 Ib eller G2 Ib. Den har en massa som är ca 3,8 solmassor, en radie som är ca 67 solradier och har ca 861 gånger solens utstrålning av energi från dess fotosfär vid en effektiv temperatur av ca 4 800 K.